# قحطی ۲۰۱۱ شاخ آفریقا
قحطی شاخ آفریقا اشاره به بحران مواد غذایی در پی خشک‌سالی بی‌سابقه و کمبود شدید بارش‌ها در منطقهٔ شرقی قارهٔ آفریقا در سال ۲۰۱۱ میلادی دارد که طی آن نزدیک به ۱۲ میلیون نفر از ساکنان کشورهای سومالی، اتیوپی، کنیا، جیبوتی، سودان و اوگاندا در شاخ آفریقا با کمبود شدید آب و مواد غذایی مواجه شدند. در دو منطقهٔ جنوب سومالی که تحت کنترل گروه الشباب است، نزدیک به ۳ میلیون و ۷۰۰ هزار نفر دچار قحطی شده‌اند. همچنین ۲ دهه جنگ طولانی در سومالی باعث وخیم شدن وضع قحطی شاخ آفریقا و رسیدگی به قحطی‌زدگان شده‌است.
زیاد بودن قیمت مواد غذایی در کنار دلیل عمدهٔ قحطی —کمبود بارندگی در ماه‌های اسفند تا اردیبهشت— باعث تشدید وضعیت نامناسب ساکنان شاخ آفریقا شده‌است. تا به حال ده‌ها هزار نفر از ساکنان منطقهٔ شاخ آفریقا به دلیل قحطی جان خود را از دست داده‌اند و جان میلیون‌ها نفر نیز در خطر است و همچنین کودکان بسیاری دچار سوء تغذیه شده‌اند.